# Dorymyrmex flavopectus
Dorymyrmex flavopectus es una especie de hormiga del género Dorymyrmex, subfamilia Dolichoderinae. Fue descrita científicamente por Smith en 1944.
Se distribuye por México y los Estados Unidos. Se ha encontrado a elevaciones de hasta 43 metros. Vive en microhábitats como nidos y ramas muertas.